# 4 Heures de Silverstone 2018
Navigation
Édition précédente Édition suivante
Les 4 Heures de Silverstone 2018, disputées le 18 août 2018 sur le Circuit de Silverstone dans le cadre des 6 Heures de Silverstone, a été la quatrième manche de l'European Le Mans Series 2018.

## Engagés
La liste officielle des engagés était composée de 42 voitures, dont 16 en LMP2, 19 en LMP3 et 7 en LM GTE.

## Qualifications
| Pos. | Classe | N° | Écurie                     | Pilote               | Temps          | Tours         |
| ---- | ------ | -- | -------------------------- | -------------------- | -------------- | ------------- |
| 1    | LMP2   | 23 | Panis-Barthez Compétition  | Will Stevens         | 1 min 43 s 690 | 5             |
| 2    | LMP2   | 26 | G-Drive Racing             | Jean-Éric Vergne     | 1 min 44 s 426 | 3             |
| 3    | LMP2   | 21 | DragonSpeed                | Ben Hanley           | 1 min 44 s 539 | 5             |
| 4    | LMP2   | 29 | Duqueine Engineering       | Nicolas Jamin        | 1 min 44 s 782 | 2             |
| 5    | LMP2   | 40 | G-Drive Racing             | James Allen          | 1 min 44 s 856 | 2             |
| 6    | LMP2   | 49 | High Class Racing          | Anders Fjordbach     | 1 min 45 s 374 | 5             |
| 7    | LMP2   | 24 | Racing Engineering         | Norman Nato          | 1 min 45 s 390 | 5             |
| 8    | LMP2   | 28 | IDEC Sport                 | Paul-Loup Chatin     | 1 min 45 s 436 | 6             |
| 9    | LMP2   | 39 | Graff Racing               | Tristan Gommendy     | 1 min 45 s 637 | 3             |
| 10   | LMP2   | 32 | United Autosports          | Wayne Boyd           | 1 min 45 s 673 | 2             |
| 11   | LMP2   | 31 | APR - Rebellion Racing     | Gustavo Menezes      | 1 min 45 s 710 | 3             |
| 12   | LMP2   | 22 | United Autosports          | Filipe Albuquerque   | 1 min 45 s 929 | 2             |
| 13   | LMP2   | 47 | Cetilar Villorba Corse     | Felipe Nasr          | 1 min 46 s 059 | 5             |
| 14   | LMP2   | 30 | AVF By Adrián Vallés       | Henrique Chaves      | 1 min 46 s 246 | 2             |
| 15   | LMP2   | 25 | Algarve Pro Racing         | Tacksung Kim         | 1 min 51 s 655 | 3             |
| 16   | LMP3   | 12 | EuroInternational          | Mattia DRUDI         | 1 min 55 s 508 | 5             |
| 17   | LMP3   | 6  | 360 Racing                 | Ross Kaiser          | 1 min 55 s 554 | 5             |
| 18   | LMP3   | 2  | United Autosports          | Sean Rayhall         | 1 min 55 s 662 | 5             |
| 19   | LMP3   | 3  | United Autosports          | Matthew Bell         | 1 min 55 s 803 | 6             |
| 20   | LMP3   | 17 | Ultimate                   | Matthieu Lahaye      | 1 min 56 s 079 | 5             |
| 21   | LMP3   | 15 | RLR Msport                 | Job van Uitert       | 1 min 56 s 195 | 3             |
| 22   | LMP3   | 7  | Ecurie Ecosse              | Alex Kapadia         | 1 min 56 s 323 | 3             |
| 23   | LMP3   | 9  | AT Racing                  | Yann Clairay         | 1 min 56 s 487 | 5             |
| 24   | LMP3   | 11 | EuroInternational          | Giorgio Mondini      | 1 min 56 s 732 | 2             |
| 25   | LMP3   | 5  | NEFIS By Speed Factory     | Aleksey Chuklin (en) | 1 min 56 s 754 | 5             |
| 26   | LMP3   | 13 | Inter Europol Competition  | Jakub Śmiechowski    | 1 min 57 s 279 | 5             |
| 27   | LMP3   | 19 | M.Racing - YMR             | David Droux          | 1 min 57 s 452 | 5             |
| 28   | LMP3   | 18 | M.Racing - YMR             | Natan Bihel          | 1 min 57 s 690 | 3             |
| 29   | LMP3   | 10 | Oregon Team                | Riccardo Ponzio      | 1 min 57 s 860 | 5             |
| 30   | LMP3   | 4  | Cool Racing by GPC         | Iradj Alexander      | 1 min 57 s 927 | 5             |
| 31   | LMP3   | 14 | Inter Europol Competition  | Luca Demarchi        | 1 min 57 s 979 | 5             |
| 32   | LMP3   | 34 | Team Virage                | Jake Rattenbury      | 1 min 58 s 043 | 5             |
| 33   | LMP3   | 16 | BHK Motorsport             | Francesco Dracone    | 1 min 58 s 182 | 5             |
| 34   | LMGTE  | 77 | Proton Competition         | Dennis Olsen         | 1 min 58 s 704 | 2             |
| 35   | LMGTE  | 88 | Proton Competition         | Matteo Cairoli       | 1 min 58 s 764 | 2             |
| 36   | LMGTE  | 86 | Gulf Racing UK             | Ben Barker           | 1 min 58 s 845 | 4             |
| 37   | LMGTE  | 66 | JMW Motorsport             | Miguel Molina        | 1 min 58 s 972 | 4             |
| 38   | LMGTE  | 55 | Spirit of Race             | Matt Griffin         | 1 min 59 s 141 | 2             |
| 39   | LMGTE  | 80 | Ebimotors                  | Riccardo Pera        | 1 min 59 s 378 | 2             |
| 40   | LMGTE  | 85 | Krohn Racing avec AF Corse | Andrea Bertolini     | 1 min 59 s 521 | 5             |
| 41   | LMP2   | 35 | SMP Racing                 | Matevos Isaakyan     | Temps annulés  | Temps annulés |

La Dallara P217 n° 35 du SMP Racing a eu ses temps annulés sur une décision des commissaires pour être rentrée dans les stands durant la séance de qualification.

## Course

### Classement de la course
Voici le classement provisoire au terme de la course.
- Les vainqueurs de chaque catégorie sont signalés par un fond jauni.
- Pour la colonne Pneus, il faut passer le curseur au-dessus du modèle pour connaître le manufacturier de pneumatiques.

| Pos  | Classe | no | Écurie                     | Pilotes                                                          | Châssis                       | Pneus | Tours | Temps               |
| Pos  | Classe | no | Écurie                     | Pilotes                                                          | Moteur                        | Pneus | Tours | Temps               |
| ---- | ------ | -- | -------------------------- | ---------------------------------------------------------------- | ----------------------------- | ----- | ----- | ------------------- |
| 1    | LMP2   | 26 | G-Drive Racing             | Andrea Pizzitola Roman Rusinov Jean-Éric Vergne                  | Oreca 07                      | D     | 128   | 4 h 01 min 37 s 859 |
| 1    | LMP2   | 26 | G-Drive Racing             | Andrea Pizzitola Roman Rusinov Jean-Éric Vergne                  | Gibson GK428 4,2 l V8 Atmo    | D     | 128   | 4 h 01 min 37 s 859 |
| 2    | LMP2   | 21 | DragonSpeed                | Ben Hanley Henrik Hedman Nicolas Lapierre                        | Oreca 07                      | M     | 127   | + 1 tour            |
| 2    | LMP2   | 21 | DragonSpeed                | Ben Hanley Henrik Hedman Nicolas Lapierre                        | Gibson GK428 4,2 l V8 Atmo    | M     | 127   | + 1 tour            |
| 3    | LMP¨2  | 28 | IDEC Sport                 | Paul-Loup Chatin Paul Lafargue Memo Rojas                        | Oreca 07                      | M     | 127   | + 1 tour            |
| 3    | LMP¨2  | 28 | IDEC Sport                 | Paul-Loup Chatin Paul Lafargue Memo Rojas                        | Gibson GK428 4,2 l V8 Atmo    | M     | 127   | + 1 tour            |
| 4    | LMP2   | 39 | Graff Racing               | Alexandre Cougnaud Jonathan Hirschi Tristan Gommendy             | Oreca 07                      | D     | 127   | + 1 tour            |
| 4    | LMP2   | 39 | Graff Racing               | Alexandre Cougnaud Jonathan Hirschi Tristan Gommendy             | Gibson GK428 4,2 l V8 Atmo    | D     | 127   | + 1 tour            |
| 5    | LMP2   | 31 | APR - Rebellion Racing     | Ryan Cullen Gustavo Menezes Harrison Newey                       | Oreca 07                      | D     | 127   | + 1 tour            |
| 5    | LMP2   | 31 | APR - Rebellion Racing     | Ryan Cullen Gustavo Menezes Harrison Newey                       | Gibson GK428 4,2 l V8 Atmo    | D     | 127   | + 1 tour            |
| 6    | LMP2   | 23 | Panis-Barthez Compétition  | Timothé Buret Julien Canal Will Stevens                          | Ligier JS P217                | M     | 127   | + 1 tour            |
| 6    | LMP2   | 23 | Panis-Barthez Compétition  | Timothé Buret Julien Canal Will Stevens                          | Gibson GK428 4,2 l V8 Atmo    | M     | 127   | + 1 tour            |
| 7    | LMP2   | 29 | Duqueine Engineering       | Nicolas Jamin Nelson Panciatici Pierre Ragues                    | Oreca 07                      | M     | 127   | + 1 tour            |
| 7    | LMP2   | 29 | Duqueine Engineering       | Nicolas Jamin Nelson Panciatici Pierre Ragues                    | Gibson GK428 4,2 l V8 Atmo    | M     | 127   | + 1 tour            |
| 8    | LMP2   | 30 | AVF By Adrián Vallés       | Konstantin Tereshchenko Henrique Chaves                          | Dallara P217                  | D     | 126   | + 2 tours           |
| 8    | LMP2   | 30 | AVF By Adrián Vallés       | Konstantin Tereshchenko Henrique Chaves                          | Gibson GK428 4,2 l V8 Atmo    | D     | 126   | + 2 tours           |
| 9    | LMP2   | 49 | High Class Racing          | Dennis Andersen Anders Fjordbach                                 | Dallara P217                  | D     | 126   | + 2 tours           |
| 9    | LMP2   | 49 | High Class Racing          | Dennis Andersen Anders Fjordbach                                 | Gibson GK428 4,2 l V8 Atmo    | D     | 126   | + 2 tours           |
| 10   | LMP2   | 32 | United Autosports          | Wayne Boyd Hugo de Sadeleer Will Owen                            | Ligier JS P217                | D     | 125   | + 3 tours           |
| 10   | LMP2   | 32 | United Autosports          | Wayne Boyd Hugo de Sadeleer Will Owen                            | Gibson GK428 4,2 l V8 Atmo    | D     | 125   | + 3 tours           |
| 11   | LMP2   | 25 | Algarve Pro Racing         | Mark Patterson Ate De Jong Tacksung Kim                          | Ligier JS P217                | D     | 120   | + 8 tours           |
| 11   | LMP2   | 25 | Algarve Pro Racing         | Mark Patterson Ate De Jong Tacksung Kim                          | Gibson GK428 4,2 l V8 Atmo    | D     | 120   | + 8 tours           |
| 12   | LMP2   | 40 | G-Drive Racing             | James Allen Jose Gutiérrez Garry Findlay                         | Oreca 07                      | D     | 120   | + 8 tours           |
| 12   | LMP2   | 40 | G-Drive Racing             | James Allen Jose Gutiérrez Garry Findlay                         | Gibson GK428 4,2 l V8 Atmo    | D     | 120   | + 8 tours           |
| 13   | LMP3   | 3  | United Autosports          | Tony Wells Garett Grist Matthew Bell                             | Ligier JS P3                  | M     | 117   | + 11 tours          |
| 13   | LMP3   | 3  | United Autosports          | Tony Wells Garett Grist Matthew Bell                             | Nissan VK50VE 5.0 L V8 Atmo   | M     | 117   | + 11 tours          |
| 14   | LMP3   | 7  | Ecurie Ecosse              | Colin Noble Alex Kapadia Christian Stubbe Olsen                  | Ligier JS P3                  | M     | 117   | + 11 tours          |
| 14   | LMP3   | 7  | Ecurie Ecosse              | Colin Noble Alex Kapadia Christian Stubbe Olsen                  | Nissan VK50VE 5.0 L V8 Atmo   | M     | 117   | + 11 tours          |
| 15   | LMP3   | 17 | Ultimate                   | François Hériau Jean-Baptiste Lahaye Matthieu Lahaye             | Norma M30                     | M     | 117   | + 11 tours          |
| 15   | LMP3   | 17 | Ultimate                   | François Hériau Jean-Baptiste Lahaye Matthieu Lahaye             | Nissan VK50VE 5.0 L V8 Atmo   | M     | 117   | + 11 tours          |
| 16   | LMP3   | 6  | 360 Racing                 | Ross Kaiser Terrence Woodward James Swift                        | Ligier JS P3                  | M     | 117   | + 11 tours          |
| 16   | LMP3   | 6  | 360 Racing                 | Ross Kaiser Terrence Woodward James Swift                        | Nissan VK50VE 5.0 L V8 Atmo   | M     | 117   | + 11 tours          |
| 17   | LMP3   | 13 | Inter Europol Competition  | Martin Hippe Jakub Śmiechowski                                   | Ligier JS P3                  | M     | 116   | + 12 tours          |
| 17   | LMP3   | 13 | Inter Europol Competition  | Martin Hippe Jakub Śmiechowski                                   | Nissan VK50VE 5.0 L V8 Atmo   | M     | 116   | + 12 tours          |
| 18   | LMP3   | 15 | RLR Msport                 | John Farano Rob Garofall Job van Uitert                          | Ligier JS P3                  | M     | 116   | + 12 tours          |
| 18   | LMP3   | 15 | RLR Msport                 | John Farano Rob Garofall Job van Uitert                          | Nissan VK50VE 5.0 L V8 Atmo   | M     | 116   | + 12 tours          |
| 19   | LMP3   | 2  | United Autosports          | John Falb Sean Rayhall                                           | Ligier JS P3                  | M     | 116   | + 12 tours          |
| 19   | LMP3   | 2  | United Autosports          | John Falb Sean Rayhall                                           | Nissan VK50VE 5.0 L V8 Atmo   | M     | 116   | + 12 tours          |
| 20   | LMP3   | 19 | M.Racing - YMR             | David Droux Lucas Légeret Romano Ricci                           | Norma M30                     | M     | 116   | + 12 tours          |
| 20   | LMP3   | 19 | M.Racing - YMR             | David Droux Lucas Légeret Romano Ricci                           | Nissan VK50VE 5.0 L V8 Atmo   | M     | 116   | + 12 tours          |
| 21   | LMP3   | 9  | AT Racing                  | Alexander Talkanitsa, Jr. Alexander Talkanitsa, Sr. Yann Clairay | Ligier JS P3                  | M     | 116   | + 12 tours          |
| 21   | LMP3   | 9  | AT Racing                  | Alexander Talkanitsa, Jr. Alexander Talkanitsa, Sr. Yann Clairay | Nissan VK50VE 5.0 L V8 Atmo   | M     | 116   | + 12 tours          |
| 22   | LMP3   | 12 | EuroInternational          | Andrea Dromedari Mattia Drudi                                    | Ligier JS P3                  | M     | 116   | + 12 tours          |
| 22   | LMP3   | 12 | EuroInternational          | Andrea Dromedari Mattia Drudi                                    | Nissan VK50VE 5.0 L V8 Atmo   | M     | 116   | + 12 tours          |
| 23   | LMP3   | 4  | Cool Racing by GPC         | Christian Vaglio Iradj Alexander Lucas Borga                     | Ligier JS P3                  | M     | 116   | + 12 tours          |
| 23   | LMP3   | 4  | Cool Racing by GPC         | Christian Vaglio Iradj Alexander Lucas Borga                     | Nissan VK50VE 5.0 L V8 Atmo   | M     | 116   | + 12 tours          |
| 24   | LMP3   | 16 | BHK Motorsport             | Francesco Dracone Jacopo Baratto                                 | Ligier JS P3                  | M     | 115   | + 13 tours          |
| 24   | LMP3   | 16 | BHK Motorsport             | Francesco Dracone Jacopo Baratto                                 | Nissan VK50VE 5.0 L V8 Atmo   | M     | 115   | + 13 tours          |
| 25   | LMGTE  | 66 | JMW Motorsport             | Liam Griffin (en) Alex MacDowall Miguel Molina                   | Ferrari 488 GTE               | D     | 115   | + 13 tours          |
| 25   | LMGTE  | 66 | JMW Motorsport             | Liam Griffin (en) Alex MacDowall Miguel Molina                   | Ferrari F154CB 3.9 L V8 Turbo | D     | 115   | + 13 tours          |
| 26   | LMGTE  | 88 | Proton Competition         | Giorgio Roda Gianluca Roda Matteo Cairoli                        | Porsche 911 RSR               | D     | 115   | + 13 tours          |
| 26   | LMGTE  | 88 | Proton Competition         | Giorgio Roda Gianluca Roda Matteo Cairoli                        | Porsche 4.0 L Flat-6 Atmo     | D     | 115   | + 13 tours          |
| 27   | LMGTE  | 55 | Spirit of Race             | Duncan Cameron Matt Griffin Aaron Scott                          | Ferrari 488 GTE               | D     | 115   | + 13 tours          |
| 27   | LMGTE  | 55 | Spirit of Race             | Duncan Cameron Matt Griffin Aaron Scott                          | Ferrari F154CB 3.9 L V8 Turbo | D     | 115   | + 13 tours          |
| 28   | LMGTE  | 77 | Proton Competition         | Marvin Dienst (de) Christian Ried Dennis Olsen                   | Porsche 911 RSR               | D     | 115   | + 13 tours          |
| 28   | LMGTE  | 77 | Proton Competition         | Marvin Dienst (de) Christian Ried Dennis Olsen                   | Porsche 4.0 L Flat-6 Atmo     | D     | 115   | + 13 tours          |
| 29   | LMP3   | 14 | Inter Europol Competition  | Luca Demarchi Paul Scheuschner Hendrik Still                     | Ligier JS P3                  | M     | 114   | + 14 tours          |
| 29   | LMP3   | 14 | Inter Europol Competition  | Luca Demarchi Paul Scheuschner Hendrik Still                     | Nissan VK50VE 5.0 L V8 Atmo   | M     | 114   | + 14 tours          |
| 30   | LMP3   | 10 | Oregon Team                | Clément Mateu Andrés Méndez (en) Riccardo Ponzio                 | Norma M30                     | M     | 114   | + 14 tours          |
| 30   | LMP3   | 10 | Oregon Team                | Clément Mateu Andrés Méndez (en) Riccardo Ponzio                 | Nissan VK50VE 5.0 L V8 Atmo   | M     | 114   | + 14 tours          |
| 31   | LMGTE  | 86 | Gulf Racing UK             | Michael Wainwright Alex Davison Ben Barker                       | Porsche 911 RSR               | D     | 114   | + 14 tours          |
| 31   | LMGTE  | 86 | Gulf Racing UK             | Michael Wainwright Alex Davison Ben Barker                       | Porsche 4.0 L Flat-6 Atmo     | D     | 114   | + 14 tours          |
| 32   | LMGTE  | 83 | Krohn Racing avec AF Corse | Andrea Bertolini Niclas Jönsson Tracy Krohn                      | Ferrari 488 GTE               | D     | 112   | + 16 tours          |
| 32   | LMGTE  | 83 | Krohn Racing avec AF Corse | Andrea Bertolini Niclas Jönsson Tracy Krohn                      | Ferrari F154CB 3.9 L V8 Turbo | D     | 112   | + 16 tours          |
| 33   | LMP3   | 34 | Team Virage                | Henning Enqvist Jake Rattenbury Jean-Marc Littman                | Ligier JS P3                  | M     | 110   | + 18 tours          |
| 33   | LMP3   | 34 | Team Virage                | Henning Enqvist Jake Rattenbury Jean-Marc Littman                | Nissan VK50VE 5.0 L V8 Atmo   | M     | 110   | + 18 tours          |
| 34   | LMP3   | 11 | EuroInternational          | Giorgio Mondini Kay Van Berlo                                    | Ligier JS P3                  | M     | 103   | + 25 toiurs         |
| 34   | LMP3   | 11 | EuroInternational          | Giorgio Mondini Kay Van Berlo                                    | Nissan VK50VE 5.0 L V8 Atmo   | M     | 103   | + 25 toiurs         |
| 35   | LMP2   | 47 | Cetilar Villorba Corse     | Roberto Lacorte Felipe Nasr Giorgio Sernagiotto                  | Dallara P217                  | D     | 98    | + 30 tours          |
| 35   | LMP2   | 47 | Cetilar Villorba Corse     | Roberto Lacorte Felipe Nasr Giorgio Sernagiotto                  | Gibson GK428 4,2 l V8 Atmo    | D     | 98    | + 30 tours          |
| Abd. | LMGTE  | 80 | Ebimotors                  | Fabio Babini Riccardo Pera Bret Curtis                           | Porsche 911 RSR               | D     | 112   |                     |
| Abd. | LMGTE  | 80 | Ebimotors                  | Fabio Babini Riccardo Pera Bret Curtis                           | Porsche 4.0 L Flat-6 Atmo     | D     | 112   |                     |
| Abd. | LMP2   | 24 | Racing Engineering         | Norman Nato Paul Petit Matthieu Vaxiviere                        | Oreca 07                      | D     | 110   |                     |
| Abd. | LMP2   | 24 | Racing Engineering         | Norman Nato Paul Petit Matthieu Vaxiviere                        | Gibson GK428 4,2 l V8 Atmo    | D     | 110   |                     |
| Abd. | LMP3   | 5  | NEFIS By Speed Factory     | Timur Boguslavskiy Aleksey Chuklin (en) Danil Pronenko           | Ligier JS P3                  | M     | 84    |                     |
| Abd. | LMP3   | 5  | NEFIS By Speed Factory     | Timur Boguslavskiy Aleksey Chuklin (en) Danil Pronenko           | Nissan VK50VE 5.0 L V8 Atmo   | M     | 84    |                     |
| Abd. | LMP3   | 18 | M.Racing - YMR             | Laurent Millara Natan Bihel                                      | Ligier JS P3                  | M     | 61    |                     |
| Abd. | LMP3   | 18 | M.Racing - YMR             | Laurent Millara Natan Bihel                                      | Nissan VK50VE 5.0 L V8 Atmo   | M     | 61    |                     |
| Abd. | LMP2   | 35 | SMP Racing                 | Viktor Shaytar Matevos Isaakyan                                  | Dallara P217                  | D     | 35    |                     |
| Abd. | LMP2   | 35 | SMP Racing                 | Viktor Shaytar Matevos Isaakyan                                  | Gibson GK428 4,2 l V8 Atmo    | D     | 35    |                     |
| Abd. | LMP2   | 22 | United Autosports          | Filipe Albuquerque Philip Hanson                                 | Ligier JS P217                | D     | 34    |                     |
| Abd. | LMP2   | 22 | United Autosports          | Filipe Albuquerque Philip Hanson                                 | Gibson GK428 4,2 l V8 Atmo    | D     | 34    |                     |

## Tours en tête
Tours en tête
- no 23 Ligier JS P217 - Panis-Barthez Compétition : 32 tours (1-20 / 22-32 / 59)
- no 32 Ligier JS P217 - United Autosports : 1 tour (21)
- no 26 Oreca 07 - G-Drive Racing : 95 tours (33-58 / 60-128)

## À noter
- Longueur du circuit : 5,901 km
- Distance parcourue par les vainqueurs : 755,33 km